# A mexikói
A mexikói (eredeti cím: The Mexican)  2001-ben bemutatott romantikus bűnügyi film. Főszereplők Brad Pitt és Julia Roberts. Rendező Gore Verbinski.
A filmet eredetileg független filmstúdió készítette volna, neves szereplők nélkül. Julia Roberts és Brad Pitt éppen megfelelő forgatókönyvet kerestek a maguk számára, és ráakadtak A mexikóira. A filmet romantikus történetként kezdték reklámozni, bár a történet ugyanannyira bűnügyi film is.

## Cselekménye
|  | Alább a cselekmény részletei következnek! |

Jerry Welbach (Brad Pitt) kisstílű bűnöző, egy szervezet alsó fokán. Mivel a korábbi megbízásokat elhibázta, egy utolsó, egyszerűnek tűnő feladatot bíznak rá: Mexikóban valakitől át kell vennie és illegálisan az Egyesült Államokba kell hoznia egy muzeális értékű, díszesen kidolgozott, baljóslatú legendákkal övezett (egyesek szerint elátkozott) pisztolyt, a mexikóit. Ugyanekkor barátnője, Samantha (Julia Roberts) szakítani akar Jerryvel, mert azt ígérte neki, hogy közösen Las Vegasba mennek, ahol a barátnője dolgozni akar. Samantha azt is felhánytorgatja, hogy Jerry önző, és nem elég elkötelezett a kapcsolatukban. Azonban Jerrynek nincs sok választási lehetősége: vagy utazik vagy meghal.
Öt évvel korábban Jerry véletlenül egy közlekedési balesetet okozott, aminek következtében a rendőrség elfogott egy helyi gengsztert, Arnold Margolese-t (Gene Hackman), akinek a csomagtartójában egy összekötözött embert találtak. Kárpótlásul Jerrynek különböző piszkos ügyeket kellett végrehajtania, amiket a főnök helyettese, Bernie Nayman (Bob Balaban) adott neki.
A pisztolyhoz ellentmondó legendák fűződnek, amiket a film régiesnek ható, tompított színekben látszó jelenetekben mutat be: a pisztolyt hibás volt, ezért az első lövéskor hátrafelé sült el, és megölte a kipróbáló személyt; egy szerelmi háromszögben a fegyverkovács lánya megölte magát vele, mert a szerelme helyett egy gazdag ember fiához akarták adni; a kilőtt golyó visszapattant és megölt egy épületben egy embert.
Samanthát nem sokkal Jerry indulása után egy néger és egy fehér bérgyilkos veszi célba. A fekete férfi a női vécében elkapja Samanthát, de a másik fegyveres több lövéssel leteríti, majd magával vonszolja Samanthát. Kiderül, hogy neki is a pisztolyra van szüksége, és Samantha a biztosíték arra, hogy meg is kapja a díszes fegyvert. Samantha útközben összebarátkozik vele. A férfi párkapcsolati tanácsokat is ad neki. Az egyik büfében elmondja, hogy homoszexuális. A fekete bérgyilkos azonban nem halt meg, mert golyóálló mellényt szokott viselni, ezért követi őket egészen Las Vegasig, ahol kidobja az emeletről azt a férfit, akivel a másik bérgyilkos útközben megismerkedett. A bérgyilkos azonban ezúttal alaposabb munkát végez, és megöli néger vetélytársát.
Jerry a megadott helyen átveszi a fegyvert, majd amikor telefonálni megy, ellopják a kocsiját, benne a fegyverrel. Akitől átvette a fegyvert, azt megöli egy eltévedt golyó a feje tetején, mert a derék mexikóiak a levegőbe lövöldöznek valamilyen ünnep alkalmából.
Jerry egy ócska autót vesz, amiért az automata felhúzású óráját adja oda. A kocsival együtt egy vadnak kinéző, piszkosszürke bundájú, öreg kutyát is kap, ami erősen morog rá és veszettnek néz ki (de senkit sem támad meg). Jerry egy településen észreveszi a kocsiját, ami az út szélén parkol. Színlelt balesetben nekimegy az autónak és amikor a sofőr a kocsihoz rohan, Jerry fegyverrel kényszeríti, hogy adja át neki a muzeális pisztolyt, amit a férfi meg is tesz.
A maffia alfőnök egy embert küld Jerry után, akinek nincs pénze az utazásra és a pisztolyt elvette tőle egy mexikói rendőr. A férfi könnyedén megtalálja Jerryt, aki meghallja, amint a férfi jelent az alfőnöknek, akitől az ő megölésére kap utasítást. A rendőr átadta egy idősebb férfinak a fegyvert, akinél közösen megtalálják. Itt Jerry kihasználja az alkalmat, és miután szembesíti az utána küldött embert azzal, amit hallott, megbilincselve otthagyja őket. A repülőtéren veszi észre, hogy a férfi útlevele van nála, ezért nem tud felszállni a hazafelé tartó gépre.
Jerry megérkezik Las Vegasba, és felveszi Samanthát és a fegyveres férfit a kocsiba, mert azt mondja, hogy a pisztolyt elrejtette valahol (azonban az ott van a kesztyűtartóban, amit a fegyveres nem sokkal később megtalál, amikor Jerry megáll a kocsival és Samantha a kocsi mellett veszekszik). A jobb első kereket ki kell cserélni. A fegyveres először egyszerűen le akarja lőni Jerryt, majd ajánlkozik, hogy ő kicseréli a kereket. A szituációt nem látjuk, de Jerry lelövi a férfit, aki meghal. Samantha visszarohan és megsiratja, bár Jerry mondja neki, hogy a férfi nem „LeRoy” (a férfi ezt a nevet mondta Samanthának), mivel ismer egy olyan nevű bérgyilkost és az néger volt. Samantha haza akar utazni, ezért Jerry kiviszi a reptérre. Amikor azonban Samantha felteszi neki azt a kérdést, amit Winston tett fel neki, hogy miből tudja, hogy a párkapcsolatnak vége van, Jerry „jó” választ ad, mivel szereti Samanthát, ezért Samantha vele marad.
Jerry és Samantha visszamennek abba a mexikói hotelba, ahol Jerry korábban lakott és várják, hogy Jerry útlevele előkerüljön. Jerry felhív valakit telefonon és megtudja, hogy Margolese maffiafőnök letöltötte a büntetését és aznap reggel kiszabadult a börtönből. Amikor a kutya ugatni kezdi az utcán parkoló autójukat, Jerry tudja, hogy baj van, ezért el akarja rejteni a pisztolyt, amit végül Samantha a combjához erősít és az ágy két matraca közé bújik. Jerry eközben lemegy a kocsihoz, amiben egy fiatal férfi fekszik és nem reagál Jerry kiabálására. Eközben egy ismeretlen férfi felforgatja a szobájukat, kihúzgálja a fiókokat, de nem találja meg, amit keres. Végül fütyöl a kocsiban fekvő társának, Jerryt leütik és egy kocsival elviszik.
Meglepetésre Margolese fogadja, aki személyesen akarja megkapni a fegyvert. Elmondja, hogy a börtönben megkedvelt egy mexikóit, aki megvédte egy lövéstől. Ő mondta el neki a pisztoly vészterhes történetét. Margolese azért akarta megszerezni a pisztolyt, hogy visszaadhassa az egykori fegyverkovács unokájának (aki szintén idős ember).
Jerry visszamegy a hotelhez, ott azonban az utcán Bernie Nayman, maffiafőnök-helyettes fogadja, aki személyesen jött el a pisztolyért. Samanthát a csomagtartóba zárta. Amikor kinyitja a csomagtartót, Samantha rászegezi az ócska pisztolyt és rövid szópárbaj után nyakon lövi a férfit, aki meghal. A fegyver csövéről egy fényes gyűrű válik le, amit Jerry felvesz az utca kövezetéről és Samantha ujjára húzza.
|  | Itt a vége a cselekmény részletezésének! |

## Szereposztás
- Brad Pitt (Selmeczi Roland) – Jerry Welbach, kisstílű maffiózó
- Julia Roberts (Tóth Enikő) – Samantha Barzel, Jerry menyasszonya
- James Gandolfini (Csuja Imre) – Winston Baldry, fehér bérgyilkos, Samantha elrablója, akinek „LeRoy” néven mutatkozik be
- J. K. Simmons – Ted Slocum, akit Jerry után küldenek
- Bob Balaban (Harsányi Gábor) – Bernie Nayman, maffiafőnök-helyettes
- Sherman Augustus – néger bérgyilkos, az igazi LeRoy
- Michael Ceveris – Frank
- David Krumholtz – Beck
- Gene Hackman – Arnold Margolese maffiafőnök
- Salvador Sanchez – fegyverkovács

## Fogadtatás

### Bevételi adatok
A film első helyen nyitott az észak-amerikai mozifilmek bevételi listáján és az első héten 20 108 829amerikai dollár bevételt generált. A második héten ez visszaesett 39%-kal, de még ekkor is megtartotta első helyét.

### Kritikai visszhang
Az amerikai filmkritikusok véleményét összegző Rotten Tomatoes 56%-ra értékelte 129 vélemény alapján.
Roger Ebert, a Chicago Sun-Times filmkritikusa 3 csillagot adott a lehetséges 4-ből és azt írta 2001. március 2-án, hogy tetszett neki, ahogy Jerry az angol szavakat megpróbálta spanyolosan kiejteni egy -o hozzáadásával a szavak végén és a mellékszereplők alakítása is, különösen James Gandolfinié.  Más kritikusokkal ellentétben úgy gondolja, ha Brad Pitt és Julia Roberts többet lett volna közös jelenetben, a háttérbe szorul James Gandolfini és azt sajnálta volna.

### Díjak, jelölések
- Julia Roberts és Brad Pitt jelölést kap a 2001-es Teen Choice Award-ra.
- James Gandolfini elnyeri a 2002-es Screen Idol Award-ot a Los Angeles Gay & Lesbian Film Festival-on („Los Angeles-i homoszexuális és leszbikus filmek fesztiválja”).
- A film 2002-ben elnyeri a GLAAD Media Award-ot a „kimagasló film” kategóriában.

## Forgatási helyszínek
- Real de Catorce, San Luis Potosí állam, Mexikó (Többször feltűnik a filmben a híres Ogarrio-alagút is.)
- San Luis Potosí állam, Mexikó
- Las Vegas, Nevada állam, USA
- Los Angeles, Kalifornia, USA

## Érdekesség
- A filmben lévő tévéken részletek láthatók a Hazárd megye lordjai (Warner Bros.) és a Todo por Amor (TV Azteca) című tévésorozatokból.

## Fordítás
- Ez a szócikk részben vagy egészben  a   The Mexican című angol Wikipédia-szócikk fordításán alapul.  Az eredeti cikk szerkesztőit annak laptörténete sorolja fel. Ez a jelzés csupán a megfogalmazás eredetét és a szerzői jogokat jelzi, nem szolgál a cikkben szereplő információk forrásmegjelöléseként.
- Ez a szócikk részben vagy egészben  a   The Mexican című német Wikipédia-szócikk fordításán alapul.  Az eredeti cikk szerkesztőit annak laptörténete sorolja fel. Ez a jelzés csupán a megfogalmazás eredetét és a szerzői jogokat jelzi, nem szolgál a cikkben szereplő információk forrásmegjelöléseként.